# José Francos Rodríguez

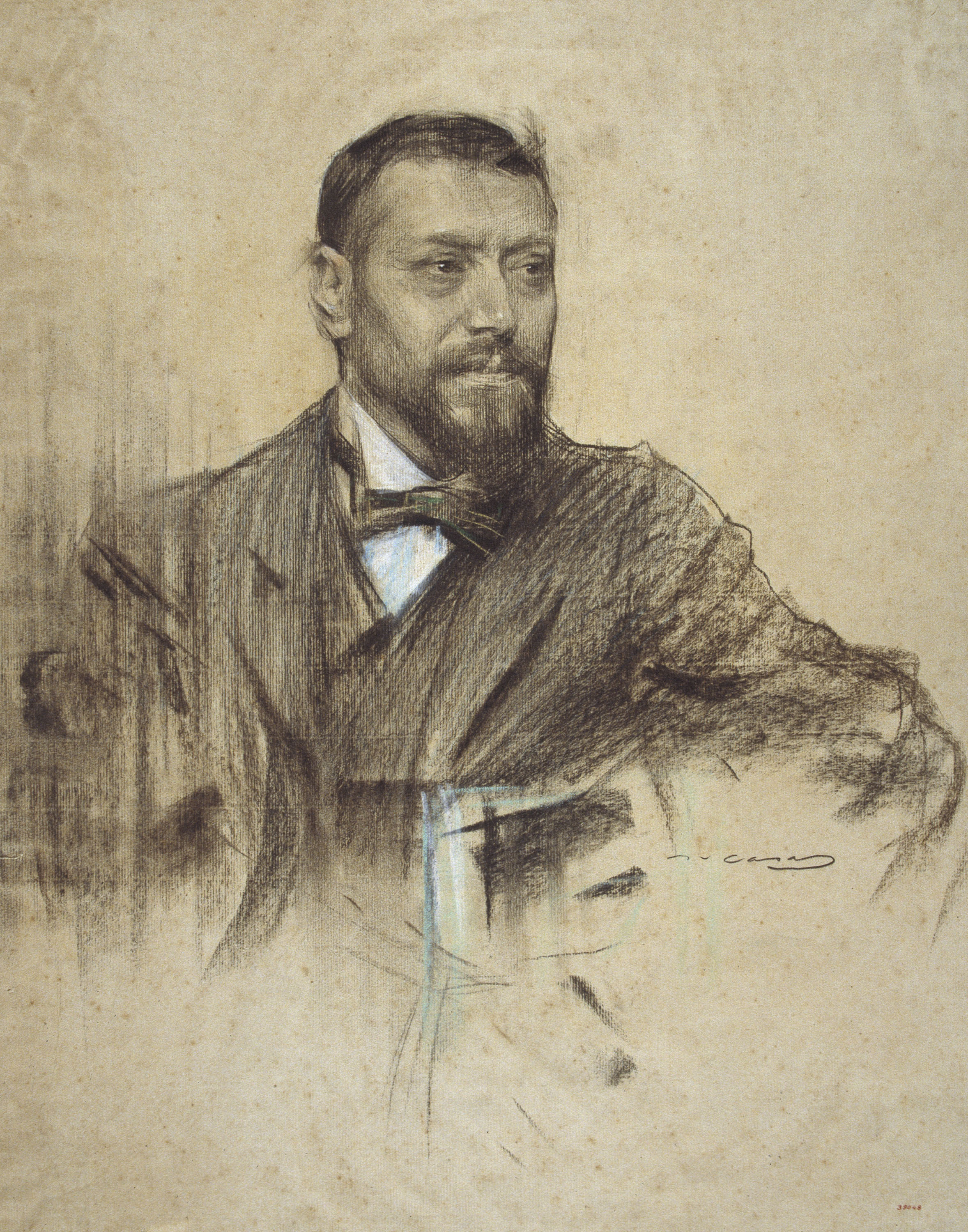
José Francos vist per Ramon Casas (MNAC).

José Francos Rodríguez (Madrid, 5 d'abril de 1862 - 13 de juliol de 1931), periodista, escriptor, mèdic i polític espanyol.

## Biografia
Metge, maçó, amic del periodista i escriptor assassinat Antonio Rodríguez García-Vao, amb qui va compondre algunes obres teatrals, afiliat al partit demòcrata, va ser diputat per primera vegada per aquest partit en 1898 representant Comao (Puerto Rico), i, successivament, Almansa (1901 i 1905) i Alacant (de 1907 a 1920), fins a maig de 1923, que va ser nomenat senador vitalici.
Es va distingir com periodista i va ser director d'El Heraldo de Madrid. Com a periodista va adoptar el pseudònim de Juan Colom. Va ser col·laborador d'ABC, on va publicar la sèrie "Memorias de un gacetillero", i director de La Justícia (1894) i El Globos (1896-1902). Cèlebre pel seu oratòria, va ser alcalde de Madrid dos cops, el primer entre 1910 i 1912 i el segon entre els anys 1917 i 1918, i va donar nom a un carrer d'aquesta capital. També va ser governador civil de Barcelona, càrrec en el qual va intentar intervenir en els conflictes entre empresaris tèxtils i obrers, i Director de Correus i Telègrafs, en la comesa dels quals va encarregar un pla per a fer un projecte de llei pel qual es crearia un Institut Nacional de Telefonia sota la supervisió de Telègrafs, projecte que, malgrat no ser promulgat, fou l'antecedent més directe de la unificació portada a terme el 1924 en la CTNE o Companyia Telefònica Nacional d'Espanya.
El 1917 va ser ministre d'Instrucció Pública en un Gabinet presidit per Manuel García Prieto, i el 1921 de Gràcia i Justícia en un Gabinet presidit per Antoni Maura. Va ser també escollit tresorer el 1903 i president de l'Associació de la Premsa, rellevant a Miguel Moya, des de 1920 fins a la seva mort, ja que no es va acceptar la seva dimissió per malaltia en aquest càrrec va ser l'impulsor de la construcció de la Casa de la Premsa, edifici situat en la plaça de Callao, que va inaugurar el 7 d'abril de 1930; els seus companys li van reconèixer escollint-lo president perpetu.
Va ser nomenat acadèmic de l'Espanyola el 1924. Va ser un dels vicepresidents de la Companyia Iberoamericana de Publicacions fundada el 1924 i dirigida per Ignacio Bauer. Va viatjar a l'Argentina amb un càrrec diplomàtic, i va escriure'n un llibre de viatges. Al desembre de 1930 va rebre la medalla d'Or del Treball. Va escriure nombroses obres de medicina (especialment sobre higiene), teatre, literatura i assajos en defensa de la igualtat de la dona com La mujer y la política españolas (1920). Entre els seus escrits polítics figuren Esceptismo político de la clase obrera, Las subsistencias i la sèrie de cròniques que va recollir sota el títol general de Memorias de un gacetillero, a la qual pertanyen entre altres els volums Contar vejeces, En tiempos de Alfonso XIII, Días de la Regencia i Cuando el rey era niño, importants per a estudiar la vida menuda de llavors. Amb Félix González Llana va realitzar nombroses adaptacions i traduccions teatrals.

## Obres

### Cròniques periodístiques i articles
- Cuando el Rey era niño. De las memorias de un Gacetillero. 1890-1892 (Madrid, 1895)
- Contar vejeces. De las memorias de gacetillero (1893 - 1897) 1928.
- El Año de la Derrota 1898. De las memorias de un gacetillero (Madrid, 1930)
- Días de la regencia; recuerdos de lo que fue, 1886-1889, Madrid: Saturnino Calleja, 1922
- Sanos y enfermos: historietas (Madrid, 1897)
- Vida postal española: artículos y discursos (Madrid, 1916)

### Assaigs i discursos
- La mujer y la política espanolas, Madrid: Librería de los Sucesores de Hernando, 1920
- El periódico y su desenvolvimiento en España. Discurso leído ante la Real A. Española (Madrid, 1924)
- El delito sanitario. Madrid, 1920.
- El teatro en España 1908. (Crónicas teatrales aparecidas en El Diario Español de Buenos Aires) (Madrid, 1909).
- La hora feliz. Episodios de la vida teatral. (Madrid: Prensa Moderna, 1920)
- Las subsistencias. Carnes y demás alimentos. Sustitutivos de consumos e impuestos Municipales. La salud en Madrid.
- La vida de Canalejas (Madrid, 1918)
- Sobre las penas e historia y vida penitenciaria. Discurso leído por D... Ministro de Gracia y Justicia en l'obertura de los Tribunales (1921)
- Cuestiones antropológicas, Madrid : Librería Gutenberg de J. Ruíz y Compañía, 1895

### Narrativa
- El espía (Madrid, 1914).
- El primer actor (Madrid, 1909).
- La novela de Urbesierva (narraciones) (1887)

### Llibrds de viatges
- Huellas españolas: impresiones de un viaje por América (Madrid, circa 1920)

### Teatre
- El catedrático, 1904.
- El señorito, (1908) sarsuela.
- Varios sobrinos y un tío (1911).
- Amb Félix González Llana, Los plebeyos (1897)
- Amb Félix González Llana, De México a Villacorneja (1895)
- Amb Félix González Llana, El intruso (1900)
- Amb Félix González Llana, El pan del pobre (1895)
- Amb Félix González Llana, Blancos y negros (1893]
- Amb Félix González Llana, el lujo, (1897)
- Amb Félix González Llana, Los pobres de Madrid.
- Amb Antonio García-Vao, La encubridora (1887)

### Altres
- Proyecto de telefonía nacional: presentado al Ministro de la Gobernación Madrid, 1917.